# Dysgonia obscura
Dysgonia obscura là một loài bướm đêm thuộc họ Erebidae. Nó được tìm thấy ở Hàn Quốc, Trung Quốc và vùng Viễn Đông Nga (vùng Primorye).
Some authors consider Dysgonia coreana to be a đồng nghĩa của Dysgonia obscura.